# Historiallinen Aikakauskirja
Historiallinen Aikakauskirja är en finsk historisk tidskrift grundad 1903 och utkommer i Helsingfors genom Finlands Historiska Samfund (Suomen Historiallinen Seura) samt Historian Ystäväin Liitto, med en periodicitet på 4.
Tidskriften signalerade det finska historikerskråets professionalisering och specialisering. Vid sidan av artiklar, historieforskningens finmekanik, förekommer översikter och granskningar av samtida historieforskning samt nyheter om verksamheten inom andra historiska forskningar.